# Nice na Kokoroiki
Nice na Kokoroiki (ナイスな心意気?) è un brano musicale del gruppo musicale giapponese Arashi, pubblicato come loro ottavo singolo il 17 aprile 2002. Il brano è incluso nell'album Here We Go!, terzo lavoro del gruppo. Il singolo ha raggiunto la prima posizione della classifica Oricon dei singoli più venduti in Giappone, vendendo 239.730. Il brano è stato utilizzato come undicesima sigla di chiusura dell'anime Kochira Katsushikaku Kameari Kouen Mae Hashutsujo.

## Tracce
CD Singolo JACA-5003
1. Nice na Kokoroiki (ナイスな心意気)
2. Nice na Kokoroiki (Original Karaoke)
3. Secret Talk

## Classifiche
| Classifica (2002) | Posizione più alta |
| ----------------- | ------------------ |
| Giappone (Oricon) | 1                  |